# نئورا (لنا)
نئورا (روسی: Нуора) یک رودخانه در استان یاقوتستان کشور روسیه است.